# Toma del fuerte Escamoto
La toma del fuerte Escamoto fue una operación de contrainsurgencia que ocurrió el 19 de mayo de 2019 en la localidad de Santa Elena de Uairén, al sureste de Venezuela ante un presunto plan de alzamiento militar que inició el 10 de mayo del mismo año.

## Desarrollo
El suceso fue protagonizado por integrantes de la Dirección General de Contrainteligencia Militar (DGCIM) al intervenir en el Escuadrón de Caballería Motorizada 5102 conocido como Fuerte Escamoto, luego de la huida del mayor José Gregorio Basante Márquez del Fuerte Escamoto, con su mujer e hijo recién nacido a territorio brasileño el 10 de mayo, pues, ya tenía conocimiento del plan de sublevación.
Basante tenía una orden de detención por actos delictivos, además era el líder de varios Colectivos que ayudaron a reprimir las manifestaciones en apoyo al ingreso de ayuda humanitaria al país el 23 de febrero de 2019. La activista por los Derechos Humanos Tamara Sujú acusó a Basante de torturar a opositores y a indígenas del pueblo pemón en el fuerte Escamoto.
Según la DGCIM, la justificación fue un presunto plan de sublevación militar que buscaba expandirse en todo el cuerpo castrense y dar un golpe de Estado contra el presidente Nicolás Maduro en favor de Juan Guaidó, la huida de Basante dejó un vació de poder que podía ser ocupado por los ideólogos del plan de levantamiento. El diario El Pitazo brindó una declaración de una fuente militar anónima:

La Dgcim tomó el fuerte porque supuestamente estaba repleto de gasolina y habían mafias. Lo de las mafias no es mentira, pero eso no es secreto para nadie. Lo que pasa es que quieren tapar el alzamiento que iba a haber con la estela de corrupción que dejó Basante.

## Situación de los cautivos
La DGCM aisló el cuartel de toda comunicación al resto del país. Los familiares de los soldados denunciaron no saber nada de sus familiares.